# Andras Adam-Stolpa
András Ádám-Stolpa, 15 september 1921 - 8 november 2010) was een Hongaarse tennisser. In zijn carrière won hij geen enkel tennistoernooi maar nam wel verschillende malen deel aan een grandslamtoernooi.

## Resultaten grote toernooien
| Legenda | Legenda                          |
| ------- | -------------------------------- |
| g.t.    | geen toernooi gehouden           |
| l.c.    | lagere categorie                 |
| –       | niet deelgenomen                 |
| G       | uitgeschakeld in de groepsfase   |
| 1R      | uitgeschakeld in de eerste ronde |
| 2R      | uitgeschakeld in de tweede ronde |
| 3R      | uitgeschakeld in de derde ronde  |
| 4R      | uitgeschakeld in de vierde ronde |
| KF      | uitgeschakeld in de kwartfinale  |
| HF      | uitgeschakeld in de halve finale |
| F       | de finale verloren               |
| W       | het toernooi gewonnen            |
| w-v     | winst/verlies-balans             |

### Enkelspel
| grandslamtoernooien  |    |    |    |    |    |    |    |    |    |    |    |
| Australian Open      | –  | –  | –  | –  | –  | –  | –  | –  | –  | –  | –  |
| Roland Garros        | KF | 1R | –  | 1R | 1R | 3R | 2R | 2R | 2R | 2R | 1R |
| Wimbledon            | 2R | –  | 2R | –  | –  | –  | –  | –  | –  | –  | –  |
| US Open              | –  | –  | –  | –  | –  | –  | –  | –  | –  | –  | –  |
| statistieken         |    |    |    |    |    |    |    |    |    |    |    |
| totaal aantal titels | 0  | 0  | 0  | 0  | 0  | 0  | 0  | 0  | 0  | 0  | 0  |